# Calymperes aeruginosum
Calymperes aeruginosum är en bladmossart som beskrevs av Georg Ernst Ludwig Hampe och Sande Lacoste 1872. Calymperes aeruginosum ingår i släktet Calymperes och familjen Calymperaceae. Inga underarter finns listade i Catalogue of Life.